# باول ماكلولين
باول ماكلولين (بالإنجليزية: Paul McLaughlin)‏ (9 ديسمبر 1965 في المملكة المتحدة - ) هو لاعب كرة قدم بريطاني في مركز الدفاع. لعب مع أردز وديري سيتي ونادي بارتيك ثيسل ونادي سلتيك ونادي كوينز بارك ونادي كلايدبانك ‏.

## وصلات خارجية
- باول ماكلولين على موقع قاعدة بيانات كرة القدم.إي يو (الإنجليزية)
- باول ماكلولين على موقع قاعدة بيانات كرة القدم.إي يو (الإنجليزية)
- باول ماكلولين على موقع قاعدة بيانات كرة القدم.إي يو (الإنجليزية)